# Златка блискуча
Златка блискуча (Buprestis splendens) — вид жуків родини златки. Рідкісний жук Середньої та Південної Європи.

## Морфологічні ознаки
18-21 мм. Тіло смарагдово-зелене або синьо-зелене. Голова, передня та бокова частини передньоспинки мідно-блискучі. Надкрила з боків та по шву з мідно-червоною оторочкою.

## Поширення
Поширений (за старими даними) у Середній та Південній Європі. Можливо, реліктовий, вимираючий вид.
Дуже рідкісний вид, за останні 60 років в природі не спостерігався. Відомо два екземпляри з колекцій Інституту зоології НАН України (м. Київ) та Зоологічного інституту РАН (м. Санкт-Петербург).

## Особливості біології
Зустрічався в старих соснових лісах. Спостерігався вихід жуків і з деревини будівель. Дендрофаг.

## Загрози та охорона
Можливо, вимерлий вид. Вид занесений до Червоного списку МСОП (охоронний статус: вразливий вид), Червоної книги України (охоронний статус: вразливий вид),  Бернської конвенції (Додаток ІІ. Види фауни, що підлягають особливій охороні) та Директиви Європейського Союзу 92/43/ЄС «Про збереження природних оселищ та видів природної фауни і флори» (Додаток II. Види рослин і тварин, що становлять особливий інтерес для Європейського Союзу, збереження яких потребує створення територій особливої охорони. Додаток IV. Види рослин і тварин, що становлять особливий інтерес для Європейського Союзу, які потребують суворих заходів охорони).